# Norske Skog
Norske Skog ASA, tidigare Norske Skogindustrier ASA, är ett norskt massa- och pappersföretag, som gick i konkurs 2017 och därefter genomgick en rekonstruktion.
Norske Skog grundades 1962 som Nordenfjeldske Treforedling med norska skogsägare som ägare. Den första produktionsanläggningen var tidningspappersbruket i Skogn, som sattes i drift 1966. Företaget namnändrades till Norske Skogindustrier AS 1972.
Under 1970- och 1980-talen expanderade företaget och blev det största skogsindustriföretaget i Norge. Det fusionerade 1989 med Follum Fabrikker och köpte 50 % av aktierna i Union Paper. Samma år köptes Saugbrugsforeningen. Under 1990-talet expanderade det i Europa. År 1990 byggdes Norske Skog Golbey i Frankrike. Pappersbruket i Bruck i Österrike köptes 1996 och bruken i Štětí i Tjeckien och i Walsum i Tyskland 1997. Parenco i Nederländerna köptes 2001.
Från 1998 växte Norske Skog också genom företagsköp i Asien, Sydamerika och Australasien. Det var vid en tidpunkt världens näst största producent av tidningspapper och världens tredje största producent av journalpapper. Företaget har haft fabriker i 14 länder med en sammanlagd kapacitet på 6,5 miljoner årston papper.
År 2000 såldes massafabriken i Tofte till Södra Cell. År 2006 lades Norske Skog Union i Skien ned, med 380 anställda.
Norske Skog hade 2008 en omsättning på 26,5 miljarder norska kronor och en förlust efter skatt på 2,8 miljarder norska kronor. 
Företaget minskades därefter, för att 2016 ha ungefär 12,5 miljarder norska kronor i omsättning. Det hamnade i kris i mitten av 2010-talet.

## Produktionsanläggningar i Norge i urval
- Norske Skog Saugbrugs (Halden)
- Norske Skog Skogn (Levanger)
- Norske Skog Folla (Verran),  sålt 2000
- Norske Skog Follum (Hønefoss), nedlagt 2012
- Norske Skog Tofte (Tofte), sålt 2000
- Norske Skog Union (Skien),  nedlagt 2006
- Södra Cell Folla (Verran), sålt 2000
- Södra Cell Tofte (Tofte), sålt 2000

## Rekonstruktion 2017–2018
Företaget gick i konkurs i december 2017. Oslo byrätt utsåg en konkursförvaltare den 20 december 2017. Norske Skogs aktie avnoterades från börsen den 2 februari 2018.
I september 2018 köpte riskkapitalbolaget Oceanwood Capital Management samtliga aktier i Norske Skog AS, det bolag som ägde pappersbruken. Bolaget noterades sedan åter på Oslo Børs i oktober 2019 som Norske Skog ASA.